# Pachyligia dolosa
Pachyligia dolosa là một loài bướm đêm trong họ Geometridae.